# 박카스 할머니

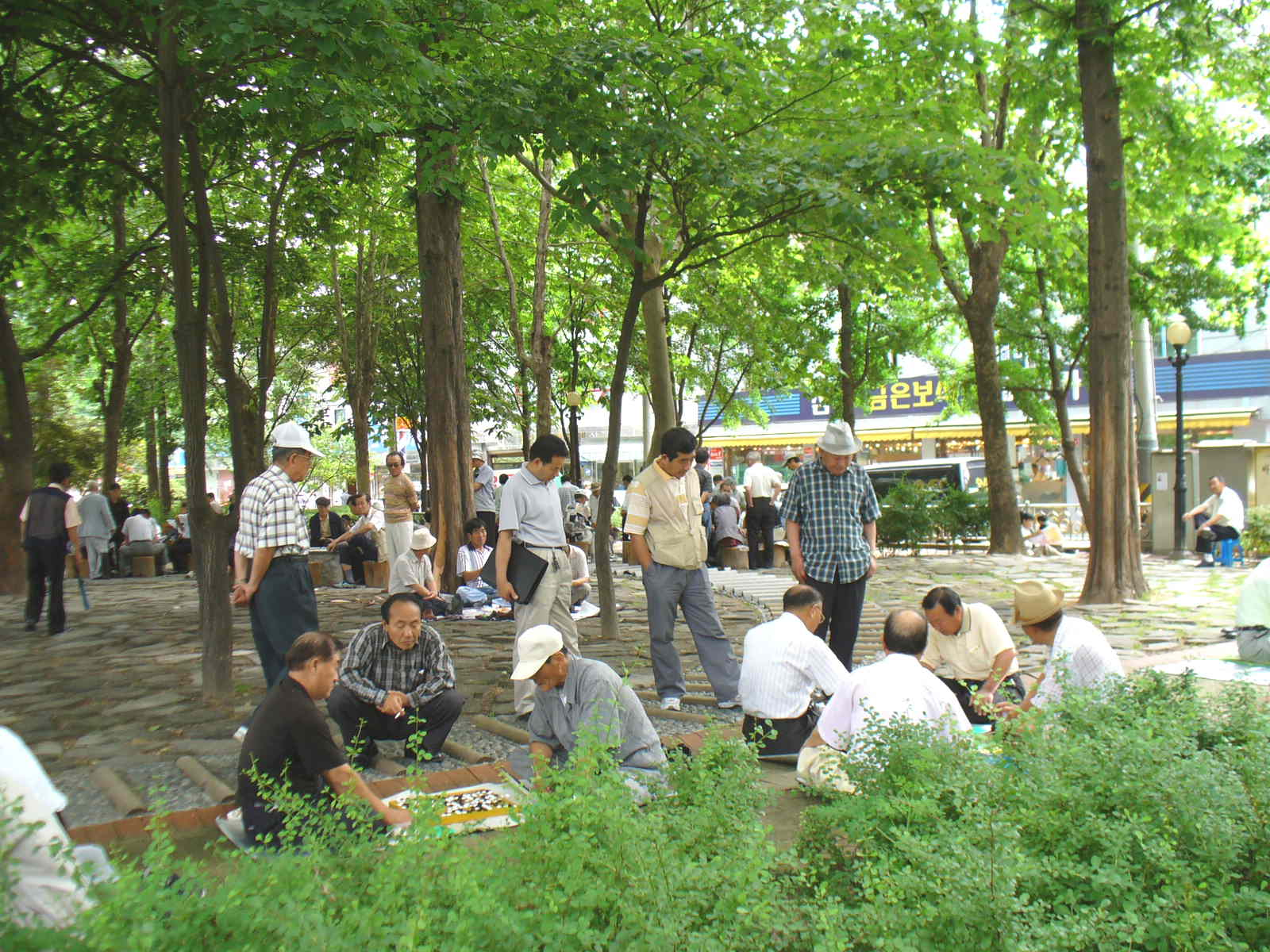
박카스 할머니들에게 인기 있는 종묘공원

박카스 할머니는 주로 서울의 모텔 근처의 공원이나 광장에서 손님을 찾는 중노년 연령대의 한국인 매춘부이다. 이들은 전통적으로, 친구들과 바둑과 수다를 위해 고령 남성들이 모여있는 공원에서 박카스디를 팔면서 생계를 유지하고 있었다. 성매매 여성은 50대, 60대, 심지어 80대도 있다. 박카스 할머니는 전통적으로 공원에서 박카스-F 에너지 드링크를 노년층 남성들에게 팔았지만 20~40대 젊은 남성들도 단골이 되고 있다. 이호선 교수에 따르면, 약 400명의 여성들이 서울 종묘공원에서 일하고 있다.
2018년 일베저장소를 시작으로 박카스 할머니 성매매 후기 사진이 각종 커뮤니티에 무분별하게 유포되며 많은 충격을 주었고 통칭 '할카스'라는 이름으로 널리 알려졌다. 경찰 수사 결과 최초 유포자는 일베저장소 사이트 유저가 아닌 모 성매매 정보 사이트 사용자로 확인되었고 40대 서초구청 공무원임이 밝혀져 다시 한번 사회에 충격을 주었다.

## 배경

대한민국의 노인 빈곤율은 OECD 국가 중 가장 높다.

2011년 대한민국의 빈곤율(65세 이상)

박카스 할머니 현상은 1997년 아시아 금융위기 이후 시작된 것으로 알려져 있으며 대한민국은 금융 전염의 영향을 가장 많이 받은 나라 중 하나다. 한국의 전통적인 유교 사회에서, 노부모들은 매우 존경받았고 노년에는 경제적 상황에 상관없이 자녀들에게 의존할 수 있었다. 하지만, 1960년대 이후 한강의 기적으로 알려진 대한민국의 급속한 발전은 많은 젊은 세대들과 과도기 세대 사이에서 이 문화를 뿌리뽑게 했다. 그 후 사회와 아이들의 태도에서의 급격한 변화는 65세 이상 대한민국 여성의 빈곤율을 47.2%로 OECD 국가 중 가장 높게 만들었다. 이 수치는 독신 고령 여성의 경우 76.6%로 증가한다. 대한민국의 연금제도에 의해 제공되는 국가 연금은 증가하는 노후의 의료비를 감당하기에 종종 부족하다. 한국 사회의 역사적인 남성 지배 문화는 많은 나이든 여성들이 저축이나 사적 연금이 없다는 것을 의미했다. 왜냐하면 그들의 젊은 시절은 남성들과 동등한 교육과 직업 기회를 제공하지 못했기 때문이다. 숭실사이버대학교 이호선 교수가 연구를 진행한 결과 박카스 할머니가 된 여성들 중 상당수가 초기에 노래방과 찻집에서 성매매를 하다가 경제적 압박으로 인해 나중에 성매매으로 돌아간다는 사실이 밝혀졌다. 처음에 박카스 할머니는 서울의 공원과 광장에서 친목하는 노인들에게 팔았던 한국의 인기 에너지 음료인 박카스-F 병을 팔아서 생계를 유지했다. 결국, 이들 중 많은 남성들이 매춘부로 전환한 후 그들의 주요 고객이 되었다.

## 치안 유지 활동
대한민국에서 성매매는 불법이며 경찰은 박카스 할머니가 자주 찾는 지역을, 주로 서울특별시 종로구에서 순찰한다. 서울 경찰은 박카스 할머니들에 대한 단속을 정기적으로 하지만 검거된 여성들은 보통 경고나 벌금형을 받는다. 2015년 초에 84세의 여성을 포함한 33명의 여성이 단속의 일환으로 체포되었다. 단속 이후 박카스 할머니의 수는 200여명으로 줄었다. 현지 경찰은 이 문제가 단속으로 해결될 수 없으며 정책이 바뀌어야 한다고 말한다.

## 성병
한국 노인들 사이에 성병이 유행하고 있는데, 주로 박카스 할머니들이 혈관에 자주 주입하는 발기강화제를 고객에게 사용했기 때문이다. 그러나 피하 주사기는 10~20회 재사용될 수 있다. 2014년 현지 조사에 따르면 남성의 40%가 감염됐으며, 가장 흔한 질병에 대한 검사는 하지 않았다. 지방정부는 현재 노인들에게 성교육 교실을 제공하고 있다.

## 대중문화
2016년 공개된 영화 《죽여주는 여자》는 이 박카스 할머니를 소재로 한 영화이다. 제66회 베를린국제영화제 파노라마 부문에 출품됐다.

## 같이 보기
- 대한민국의 성매매
- 기생
- 대한민국의 빈곤
- 대한민국의 자살
- 일베저장소 박카스 할머니 나체사진 유포 사건